# WTA Elite Trophy 2018
El WTA Elite Trophy 2018 fue un torneo de tenis de mujeres que se jugó en Zhuhai, China. Fue la cuarta edición del evento individual y dobles. El torneo se disputó por doce jugadores de individuales y seis equipos de dobles. Dicho evento sustituyó el WTA Tournament of Champions.

## Torneo

### Clasificación
En individuales, el total de puntos se calculan mediante la combinación de puntos totales de dieciséis torneos. Entre estos dieciséis torneos deben ser incluidos los resultados de cada jugadora en los cuatro torneos de Grand Slam, los cuatro torneos Premier obligatorios y los mejores resultados de dos torneos Premier 5. 
En dobles, el total de puntos se calculan mediante una combinación de once torneos durante todo el año. A diferencia de singles, en esta combinación no es necesario incluir los resultados de los Grand Slams y torneos de nivel Premier.
A raíz de la BNP Paribas WTA Finales Singapur presentado por Carolina del Sur Global en el calendario de tenis, campo de singles de 12 jugadores de Zhuhai constará de jugadoras clasificadas entre la No.9 y la No.20, junto con un solo comodín y seis equipos de dobles. Las eliminatorias competirán en una de cuatro grupo de formato de round robin, con los ganadores de cada grupo avanzando a las semifinales.

### Formato
El evento cuenta con doce jugadoras en single un evento de round robin, divididos en cuatro grupos de tres. Durante los primeros cuatro días de competición, cada jugadora cumple con las otras dos jugadoras en su grupo, con la ganadora de cada grupo avanzando a la semifinal. Las ganadoras de cada semifinal se reúnen en el partido por el campeonato. Los seis equipos de dobles se dividirán en dos grupos de round robin, y las ganadoras de cada uno de los grupos de avanzar a la final.

#### Desempate en el Round-Robin
Las posiciones finales de cada grupo se determinaron por el primero de los siguientes métodos que aplican:
1. Mayor número de victorias.
2. Mayor número de partidos disputados.
3. Resultados-Cabeza a cabeza

## Los premios en metálico y puntos
El total de premios para los Huajin Valores 2018, WTA Elite Trophy Zhuhai 2018 Finales de la WTA fue de US $ 2,280,935.
| Escenario                           | Singles          | Singles  | Dobles           | Dobles |
| Escenario                           | Dinero en premio | Puntos   | Dinero en premio | Puntos |
| ----------------------------------- | ---------------- | -------- | ---------------- | ------ |
| Campeona                            | RR1 + $450,000   | RR + 260 | RR1 + $20,000    | —      |
| Subcampeona                         | RR + $150,000    | RR + 200 | RR1 + $10,000    | —      |
| Semifinalistas                      | RR + $15,000     | RR       | —                | —      |
| Round Robin por ganar cada partido  | $92,500          | 120      | $5,000           | —      |
| Round Robin por perder cada partido | $20,000          | 40       | —                | —      |
| Cuota de participación              | —                | —        | 15,000           | —      |
| Suplentes                           | $10,000          | —        | —                | —      |

- 1 RR significa recompensas o puntos ganados en la ronda de todos contra todos.

## Carrera a Elite Trophy
Las 2 tablas de abajo son parte de la tabla de carretera a Singapur

### Individuales
| AUS                     | FRA                  | WIM     | USO     | INW     | MIA     | MAD     | BEI     | CAT     | ROM     | CAN     | CIN     | WUH     | 1       | 2       | 3      | 4      | 5      | 6      |        |        |      |    |
| 10                      | Daria Kasatkina      | R64 70  | CF 430  | CF 430  | R64 70  | F 650   | R64 10  | CF 215  | R64 10  | R64 1   | R16 105 | R32 60  | R64 1   | R16 105 | G 470  | F 305  | SF 185 | CF 100 | CF 100 | R16 55 | 3315 | 24 |
| 11                      | Anastasija Sevastova | R64 70  | R128 10 | R128 10 | SF 780  | R16 120 | R32 65  | R32 65  | F 650   | R16 105 | R16 105 | CF 190  | R64 1   | R64 1   | G 280  | SF 185 | SF 185 | SF 185 | F 180  | R16 55 | 3185 | 15 |
| 12                      | Aryna Sabalenka      | R128 10 | R128 10 | R128 10 | R16 240 | R32 65  | R64 35  | R64 30  | CF 215  | A 0     | R64 20  | R16 105 | SF 350  | G 900   | G 470  | F 305  | F 180  | CF 60  | CF 60  | CF 60  | 3145 | 24 |
| 13                      | Elise Mertens        | SF 780  | R16 240 | R32 130 | R16 240 | R64 10  | R32 65  | R32 65  | R64 10  | R32 60  | A 0     | CF 190  | CF 190  | R64 1   | G 280  | G 280  | G 280  | SF 185 | R16 55 | R16 30 | 3065 | 18 |
| 14                      | Julia Görges         | R64 70  | R32 130 | SF 780  | R64 70  | R32 65  | R64 10  | R16 120 | R16 120 | CF 190  | A 0     | R16 105 | R64 1   | R32 60  | F 305  | G 280  | G 280  | SF 185 | SF 185 | CF 100 | 2995 | 23 |
| 15                      | Serena Williams      | A 0     | R16 240 | F 1300  | F 1300  | R32 65  | R128 10 | A 0     | A 0     | A 0     | A 0     | A 0     | R32 60  | A 0     | R32 1  |        |        |        |        |        | 2976 | 7  |
| 16                      | Madison Keys         | CF 430  | SF 780  | R32 130 | SF 780  | R64 10  | R64 10  | R64 10  | R32 65  | R32 60  | R16 105 | A 0     | CF 190  | R32 60  | SF 185 | R32 1  | R32 1  |        |        |        | 2817 | 15 |
| 17                      | Garbiñe Muguruza     | R64 70  | SF 780  | R64 70  | R64 70  | R64 10  | R16 120 | R16 120 | R32 65  | F 585   | R32 1   | A 0     | R32 1   | R16 105 | G 280  | SF 185 | SF 110 | CF 100 | R16 55 | R16 55 | 2725 | 22 |
| 18                      | Caroline Garcia      | R16 240 | R16 240 | R128 10 | R32 130 | R16 120 | R64 10  | SF 390  | R16 120 | CF 190  | CF 190  | CF 190  | R16 105 | R32 1   | G 280  | SF 185 | CF 100 | CF 100 | CF 60  | R16 55 | 2600 | 22 |
| 19                      | Ashleigh Barty       | R32 130 | R64 70  | R32 130 | R16 240 | R64 10  | R16 120 | R32 65  | A 0     | A 0     | R64 1   | SF 350  | R16 105 | SF 390  | F 305  | G 280  | SF 110 | CF 100 | R16 55 | R16 55 | 2420 | 20 |
| 20                      | Anett Kontaveit      | R16 240 | R16 240 | R32 130 | R128 10 | R64 10  | R64 10  | R16 120 | R16 120 | R64 1   | SF 350  | R32 60  | R16 105 | F 585   | SF 185 | CF 100 | R16 55 | R16 55 | R16 55 | R16 55 | 2375 | 23 |
| 21                      | Jeļena Ostapenko     | R32 130 | R128 10 | SF 780  | R32 130 | R32 65  | F 1300  | R64 10  | R32 65  | R32 1   | CF 190  | R64 1   | R64 1   | R64 1   | CF 100 | CF 100 | CF 100 | R16 30 | R32 1  | R32 1  | 2363 | 21 |
| 22                      | Wang Qiang           | R128 10 | R32 130 | R128 10 | R32 130 | R16 120 | R128 10 | R64 10  | SF 390  | R64 1   | Q2 20   | R64 30  | A 0     | SF 350  | G 280  | G 280  | F 180  | SF 110 | CF 60  | R16 55 | 2155 | 22 |
| ↓ Suplentes ↓           |                      |         |         |         |         |         |         |         |         |         |         |         |         |         |        |        |        |        |        |        |      |    |
| 24                      | Mihaela Buzărnescu   | R128 10 | R16 240 | R32 130 | A 0     | R128 10 | R128 10 | R64 10  | R64 10  | R16 105 | R64 10  | R32 60  | A 0     | A 0     | G 470  | SF 185 | F 180  | F 180  | SF 110 | SF 110 | 1860 | 28 |
| 28                      | Su-wei Hsieh         | R16 240 | R128 10 | R16 240 | R64 70  | R64 65  | R32 65  | A 0     | R64 10  | Q1 1    | R32 90  | A 0     | Q1 1    | R64 1   | G 280  | SF 110 | SF 110 | SF 110 | SF 110 | CF 60  | 1720 | 27 |
| ↓ Wildcard / Invitada ↓ |                      |         |         |         |         |         |         |         |         |         |         |         |         |         |        |        |        |        |        |        |      |    |
| 36                      | Shuai Zhang          | R64 70  | R64 70  | R128 10 | R128 10 | R32 65  | R64 10  | R32 65  | CF 215  | R64 1   | R32 60  | R32 70  | A 0     | R16 105 | G 160  | G 140  | SF 110 | SF 110 | SF 110 | CF 60  | 2155 | 22 |

- Actualizado hasta el 22 de octubre del 2018.

     Jugadoras que clasificaron al WTA Elite Trophy.
     Jugadora que fue invitada al WTA Elite Trophy.
     Jugadoras que se dieron de baja.

### Dobles
| Tenista                            | Ranking | Preclasificada |
| Mihaela Buzărnescu Alicja Rosolska | 53      | 1              |
| Miyu Kato Makoto Ninomiya          | 65      | 2              |
| Lyudmyla Kichenok Nadiia Kichenok  | 72      | 3              |
| Shuko Aoyama Lidziya Marozava      | 142     | 4              |

## Finales

### Individuales
| Fecha    | Partido        | Partido | Partido    | Resultado |
| -------- | -------------- | ------- | ---------- | --------- |
| 04.11.18 | Ashleigh Barty | 2-0     | Qiang Wang | 6-3, 6-4  |

### Dobles
| Fecha    | Partido                           | Partido | Partido                      | Resultado        |
| -------- | --------------------------------- | ------- | ---------------------------- | ---------------- |
| 04.11.18 | Lyudmyla Kichenok Nadiia Kichenok | 2-1     | Shuko Aoyama Nadiia Kichenok | 6-4, 3-6, [10-7] |